# Gianni Ferlenghi
Giovanni Ferlenghi dit Gianni Ferlenghi, né le 11 février 1931 à Stagno, une frazione de Collesalvetti en Toscane et mort le 19 août 2023 à Sospiro (Lombardie), est un coureur cycliste italien, professionnel de 1954 à 1961.

## Palmarès
- 1955
  - Coppa Collecchio
- 1956
  - 4e étape du Tour d'Europe
  - 3e du Tour d'Europe
  - 7e de Paris-Nice
- 1958
  - 7e de Paris-Nice

## Résultats sur les grands tours

### Tour de France
3 participations :
- 1957 : abandon (3e étape)
- 1958 : 24e
- 1960 : 71e

### Tour d'Italie
5 participations :
- 1956 : abandon
- 1957 : 52e
- 1958 : 51e
- 1959 : 69e
- 1961 : 83e

### Tour d'Espagne
1 participation :
- 1957 : 41e